# Vima Takto
Vima Takto o Vima Taktu (fl. I secolo) è stato un imperatore Kushan che regnò all'incirca tra l'80 ed il 90.

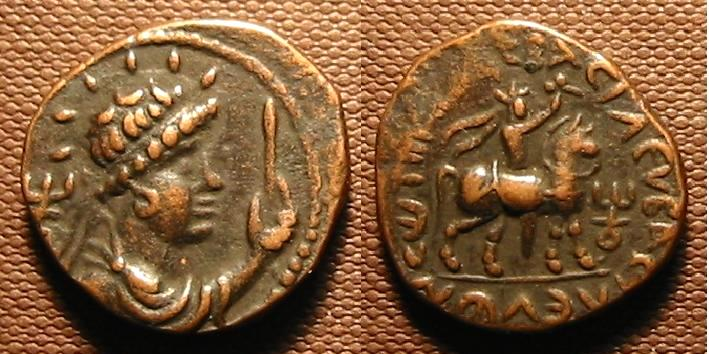
Moneta in bronzo di Vima Takto

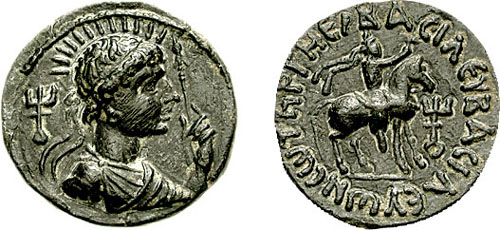
Altra moneta in bronzo di Vima Takto

Vima Takto fu a lungo conosciuto come "Il re senza nome", dato che le sue monete riportavano solo la dicitura "Il Re dei Re, Grande Saggio", finché l'inscrizione di Rabatak non aiutò ad associare il nome al titolo presente sulle monete.

## Biografia
Vima Takto fu a lungo conosciuto come "Il re senza nome", dato che le sue monete riportavano solo la dicitura "Il Re dei Re, Grande Saggio", finché l'inscrizione di Rabatak non aiutò ad associare il nome al titolo presente sulle monete.
L'impero di Vima Takto comprendeva l'India nord-occidentale e la Battria verso la Cina, dove i Kushan erano presenti nel bacino del Tarim. Sotto il suo regno furono inviati ambasciatori presso la corte cinese.
Viene citato nel libro cinese intitolato Libro degli Han posteriori, in relazione al padre Kujula Kadphises:
(Libro degli Han posteriori)
Anche un'inscrizione successiva trovata presso il santuario di Vima a Mat afferma che si trattasse del nonno di Huvishka.